# نقص الكتلة
نقص الكتلة في الفيزياء النووية (بالإنجليزية: Mass defect) الفرق بين مجموع كتل البروتونات والنُّترونات منفردةً ومجموع كتلهما مرتبطةً داخلَ النواة الذرية (فالنواة المتكونة أصغر كتلةً دائمًا من مجموع كتل النُّكليونات قبل ارتباطها في النواة). وكذلك مجموع كتل النواة والإلكترونات في ذرة (متعادلة) أكبر من الكتلة الذرية المَقِيسة. والنقص أقل جدًا في الذرة من نقص الكتلة حين ترابط البروتونات والنُّترونات.
وتنقض هذه الظاهرة قانون بقاء المادة القديم الذي يقول بتساوي مجموع الكتل قبل وبعد التفاعل. في الحقيقة ان نقص الكتلة هنا يتحول إلى طاقة ناتجة عن الالتحام في النواة طبقا لعلاقة اينشتاين عن تكافؤ المادة والطاقة ، فلا شيء يضيع ، وإنما تتغير الكتلة من حال إلى حال ،أي تتحول إلى طاقة.

## نقص الكتلةوطاقة الارتباط
يمكن تفسير نقص الطاقة ب النظرية النسبية الخاصة والتي تنص على تكافؤ المادة والطاقة بالنسبة إلى الجسيمات الساكنة : تخفض طاقة الارتباط ل نوكليونات (بروتون ونيوترون) من كتلة السكون للجسيمات الفردية. ولذلك تخرج عند تكون أحد الذرات طاقة ارتباط البروتونات والنيوترونات والتي تعادل نقص الكتلة طبقا للمعادلة :
{\displaystyle E_{\mathrm {B} }=\Delta mc^{2}}.
حيث :
الطاقة {\displaystyle E_{\mathrm {B} }} هنا طاقة الارتباط ،
{\displaystyle m} نقص الكتلة ،
{\displaystyle c} سرعة الضوء في الفراغ.
وكلما زاد نقص الكتلة كلما اشتد الترابط بين النوكليونات وكلما أصبحت النواة في حالة مستقرة. ذلك يعني أنه من أجل فصل أحد جسيمات النواة فلا بد من تطبيق طاقة كبيرة عليها لبلوغ ذلك.

## نقص الكتلة لمختلف العناصر
يتزايد مجموع نقص الكتلة بزيادة عدد النوكليونات المشتركة. فإذا قمنا بحساب متوسط نقص الكتلة لكل نوكليون (بواسطة مطياف الكتلة مثلا) وعينا منه طاقة الارتباط بوحدات إلكترون فولت فإننا نحصل على المنحني المبين في الشكل واعتماده على كتلة الأنوية أو عدد النوكليونات.

منحني طاقة الارتباط وتغيرها بتغير كتلة النواة. أكبر فرق في طاقة الرتباط نجده بين الهيدروجين والهيليوم.

ونجد أكبر نقص كتلة في انوية الذرات التي تحوي نحو 60 نيوكليون ، حيث يتساوى نقص الارتباط هنا لعدد كبير من النظائر. والنوكليد الذي يتصف بأكبر نقص في الكتلة هو النيكل-62 ، ويتبعه الحديد-58 والحديد-56.
.
في تفاعل الاندماج النووي يندمج 2 من الهيدروجين الثقيل {\displaystyle \mathrm {H} -2} لتكوين نواة الهيليوم He ، ويكون هذا الارتباط مصحوبا بتحرر كمية من الطاقة قدرها نحو 14 مليون إلكترون فولت. وهذا ما نستخلصه من ذلك المنحنى الذي يبين أن كلا من ذرتي التريتيوم {\displaystyle \mathrm {H} -2} يفقد نقصا في الكتلة مقداره نحو 7 ميجا إلكترون فولت علي إثر الترابط وتكوين الهيليوم He . ولا يتافسه في ذلك أي تفاعل آخر ، إلا اندماج 4 من الهيدروجين {\displaystyle \mathrm {H} -1} لتكوين الهيليوم {\displaystyle \mathrm {He} -4} ، ولكن احتمال تنفيذ هذا التفاعل صعب جدا فهو يتطلب التقاء 4 من البروتونات في نفس الوقت.

## حساب نقص الكتلة عند الارتباط
طاقة الارتباط تساوي نقص الكتلة. وعلى سبيل المثال، نعتبر التفاعل:
{\displaystyle Li-6+H-2\to 2He-4}
هذا هو أحد التفاعلات الاندماجية التي تجري في الشمس وتستمد منه الشمس حرارتها ، حيث تندمج
نواة الليثيوم-6 مع نواة الديوتيريوم-2 لتكوين 2 أنوية من الهيليوم-4 ، يصاحب هذا التفاعل انطلاق طاقة الارتباط.
وهذه الطاقة يمكن حسابها بواسطة معادلة أينشتاين {\displaystyle E=mc^{2}} التي تعطي العلاقة بين الكتلة والطاقة ، حيث {\displaystyle m} الكتلة ووحدتها الكيلوجرام و {\displaystyle c} هي سرعة الضوء في الفراغ و {\displaystyle E} هي الطاقة المعادلة لنقص الكتلة بناء على الارتباط الذي حدث بين النيوكليونات لإنتاج الأنوية الجديدة {\displaystyle 2\mathrm {He} -4}
.
نستخدم الكتلة الساكنة لجميع الجسيمات الداخلة في التفاعل وطرح منها مجموع الكتل الناتجة من التفاعل ، والفرق بينهما يشكل نقص الكتلة(توجد كتل الجسيمات الساكنة في جداول يستخدمها الفيزيائيون):
- تعطينا الجداول كتلة نواة الليثيوم-6 =6.015 [u] (وحدة الكتلة الذرية وهي أختصار للوحدة amu)
- وتعطينا الجداول كتلة نواة الديوتيريوم =2.014 [u]
- وكتلة نواة الهيليوم =4.0026 [u]
- فنحصل على كتلة الجسيمات الداخلة في التفاعل == 6.015 + 2.014 == 8.029 [u]
- وكتلة الجسيمات الناتجة من التفاعل == 2 × 4.0026 == 8.0052 u
- ونقص الكتلة == 8.029 - 8.0052 == 0.0238 [u]

وبمعرفة أن طاقة 1 u تساوي 931.49 مليون إلكترون فولت
- يمكن حساب الطاقة الناتجة عن نقص الكتلة :0.0238 MeV 22.4 = MeV 931 x

وإذا أردنا حساب الطاقة بالجول فيمكننا إجراء ذلك بالرجوع إلى جدول تحويل الوحدات (Conversion of units) لتحويل وحدة MeV إلى جول (حرارة).

## اقرأ أيضًا
- طاقة الارتباط
- تفاعل نووي
- انشطار نووي
- نموذج القطرة
- معادلة نصف تجريبية للكتلة
- نموذج غلاف نووي